# Hospital Al-Rantisi
Hospital Abdel Aziz al-Rantisi (en árabe: مستشفى الرنتيسي‎) es un hospital infantil en el barrio Nasser de la ciudad de Gaza. Lleva el nombre de Ábdel Aziz ar-Rantisi, líder y cofundador de Hamás.
La unidad de cuidados paliativos pediátricos del hospital, el Departamento de Cáncer Pediátrico Dr. Musa y Suhaila Nasir, fue creada en 2019 por la organización benéfica estadounidense Fondo de Ayuda para los Niños Palestinos.
A noviembre de 2023, Bakr Gaoud era el jefe del hospital.

## Historia

### Suministro de agua
En mayo de 2020, la empresa israelí Watergen instaló un dispositivo generador atmosférico de agua en el hospital Al-Rantisi. Esta iniciativa, resultado de una colaboración con la compañía eléctrica palestina Mayet Al Ahel, tenía como objetivo proporcionar agua potable limpia y segura fuera de la red para el personal y los pacientes del hospital pediátrico. El proyecto, dirigido por Michael Mirilashvili, pretendía abordar la escasez de agua en la Franja de Gaza.

### Durante la guerra Hamás-Israel de 2023
El hospital proporcionaba diálisis y otros servicios antes de la guerra entre Israel y Gaza de 2023, cuando fue evacuado.
El 11 de noviembre de 2023, se informó que las fuerzas israelíes se enfrentaron a militantes de Hamás en las cercanías de un hospital. El ejército israelí alegó que había identificado a militantes de Hamás escondidos entre los civiles de la zona. Además, se afirmó que algunos militantes utilizaron un corredor de evacuación, que estaba abierto para civiles, para huir del lugar.

#### Reclamaciones de uso militar
Las Fuerzas de Defensa de Israel (FDI) afirman que Hamás ha estado utilizando el hospital de al-Rantisi para almacenar armas y rehenes israelíes, una afirmación que Estados Unidos, aliado de Israel, apoya. Las agencias de noticias no han podido verificar de forma independiente las afirmaciones de las FDI.
Las FDI mostraron a CNN un alijo de armas y explosivos en el sótano del hospital, que supuestamente estaba desconectado del centro médico principal. CNN citó al Comité Internacional de la Cruz Roja diciendo que «los hospitales reciben protección especial bajo el derecho internacional humanitario en tiempos de guerra, pero si los militantes almacenan armas allí, o las usan como base de fuego, entonces esa protección desaparece». Además, las FDI afirmaron que se habían retenido rehenes en este lugar. Las pruebas presentadas por las FDI para el uso militar del sótano incluyeron una motocicleta con un agujero de bala, cuerdas y biberones. Las FDI dijeron que las cuerdas indicaban que un rehén había sido atado a una silla, y dijeron que los biberones indicaban que un bebé había sido retenido como rehén en el sótano del hospital. También se encontraron baños improvisados que, según las FDI, significaban infraestructura para mantener rehenes, así como una supuesta entrada a un túnel. Daniel Hagari, portavoz de las FDI, publicó un vídeo en el que afirmaba que las FDI encontraron armas y tecnología pertenecientes a Hamás y un documento titulado «Operación Inundación de Al-Aqsa» que contenía una «lista de nombres de terroristas» y un cronograma para los agentes, custodiando a rehenes israelíes en el Hospital Al-Rantisi. Una traducción del documento mostró que las palabras árabes eran un calendario de los días de la semana.
El sótano del hospital y el sistema de túneles cercano también fueron mostrados al periodista de CNN Nic Robertson. Las FDI dijeron que los equipos forenses comenzarían investigaciones en busca de pruebas sobre la presencia de rehenes en el complejo. Las FDI también enviaron robots a túneles para investigar la longitud total del sistema. El Ministerio de Salud de Gaza y los médicos de Gaza negaron las afirmaciones, afirmando que el complejo del sótano era un refugio para el personal del hospital y los refugiados, mientras que el pozo del túnel era un punto de montaje de cables eléctricos.